# Rhadinosaurus alcinus
 Rhadinosaurus alcinus es una especie dudosa del género extinto  Rhadinosaurus (gr. “lagarto delgado”) es un género de saurópsido arcosaurio representado por una única especie, posiblemente un dinosaurio nodosáurido o un cocodrilo, que vivió a finales del período Cretácico, hace aproximadamente 80 millones de años, durante el Campaniense, en lo que es hoy Europa. Descrito por Harry Seeley en 1881, la especie tipo es R. alcinus basado en restos descubiertos en Austria enalgún momento entre 1859 y 1870 por Edward Suess y Pawlowitsch. Solo se conocen restos fragmentarios, solo un húmero, un posible fémur, dos vértebras y otros restos indeterminados, lo que hace su clasificación muy dificultosa. Varias veces clasificado como anquilosáurido sinónimo de Struthiosaurus, o como un cocodrilo. De ser un dinosaurio un herbívoro que vivió hace entre 84,9 y 70,6 millones de años durante el período Cretácico Superior.
El holotipo de Rhadinosaurus consta de un fragmento de tibia, un fragmento de extremidad, dos peroné y dos vértebras dorsales . Las peroné PIUW 2349/34, que son claramente anquilosaurianos, se identificaron originalmente como fémures en la descripción original, pero finalmente se volvieron a identificar en una revisión de 2001 de especímenes de anquilosaurianos de la Formación Grünbach. Sachs y Hornung en2006 re-identificaron uno de los supuestos huesos humerales, PIUW 2348/35, como un fragmento tibial de un dinosaurio ornitópodo rabdodontido, refiriéndolo a Zalmoxes sp..
Rhadinosaurus fue inicialmente clasificado como un dinosaurio de posición incierta, y más tarde considerado un ornitosúquido y posible sinónimo de Doratodon, hasta que Franz Baron introdujo la teoría ahora popular que lo clasifica como un sinónimo probable de Struthiosaurus.